# Abbaye Saint-Martin-ès-Aires de Troyes
L'abbaye Saint-Martin-ès-Aires, de Troyes (Aube), a été fondée au IXe siècle pour abriter les reliques de Lupus évêque de Troyes, devenu Saint Loup (mort en 478), le défenseur légendaire de la ville contre Attila au Ve siècle et patron de la ville.

## Historique
Elle avait été édifiée à l'écart de la ville : un oratoire Notre-Dame où fut enterré saint Lou. Les miracles qui s'y opérèrent furent ensuite attribués au saint et l'oratoire prit alors son nom, les comtes de Champagne vinrent y faire leurs serments solennels. L'oratoire fut brûlé par les Vikings en 887. Les reliques ont alors été transportées sur un nouveau site à l'intérieur des murailles. La communauté monastique a été réformée en 1135 par Bernard de Clairvaux. L'abbé et ses moines ont alors embrassé la règle de saint Augustin avec une dédicace à Martin de Tours. L'abbaye prit à cette occasion le nom du saint de Tours. En 1415, l'abbé fit venir le sarcophage de Maure de Troyes et l'évêque Étienne de Givry en a extrait des reliques pour les donner à l'abbaye, un pèlerinage ayant lieu pour cette sainte en la cure de Sainte-Maure.

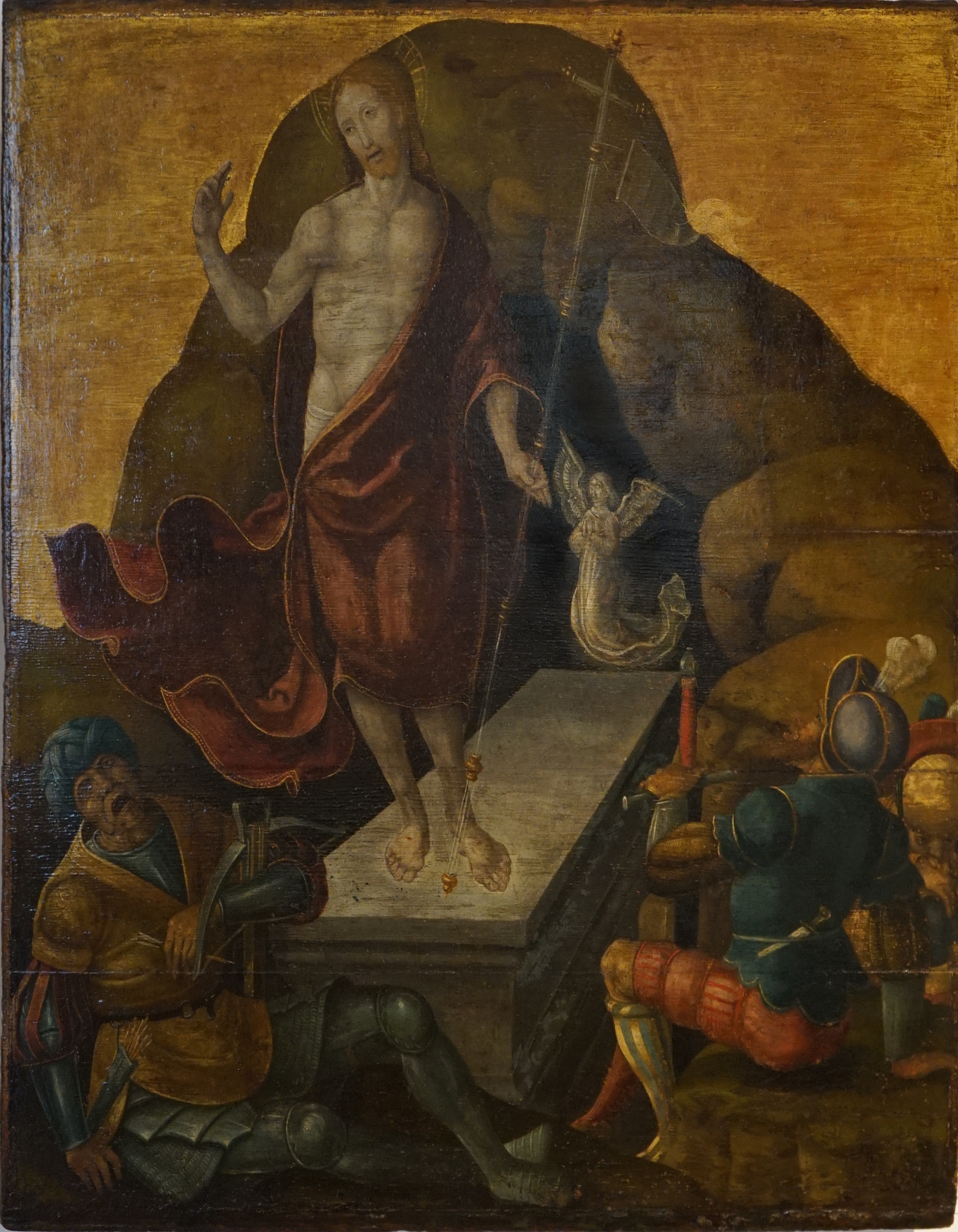
Un volet peint actuellement au Musée de Vauluisant.

La grande partie des bâtiments claustraux était en bois jusqu'à la refonte par l'abbé Thévignon, mais les travaux durèrent jusqu'en 1759.
L'abbaye, saisie comme bien national, fut vendue en deux lots :
l'un comprenant la maison abbatiale, la basse-cour, deux jardins et la maison de la trésorerie au sieur Aumont, qui finit par être acheté par les Dames du Sacré-Cœur. Le second lot comprenait le reste, c'est-à-dire l'abbatiale, la basse cour, un jardin, la terrasse, les hangars, les bûchers. Le tout fut vendu pour 27 600 livres à M. Jacminot qui y mit une filature pour coton, puis vers 1830 un hospice pour enfants.

### La bibliothèque de l'abbaye
En 1791, le citoyen Bramant dressa l'inventaire des 1 124 manuscrits. Il en reste l'Ordo Processionum, le Remarques sur les conciles des six premiers siècles…, le Rhetorica latina rhetoribus trecensibus et Les psaumes de David expliqués à la lettre.

### L'église

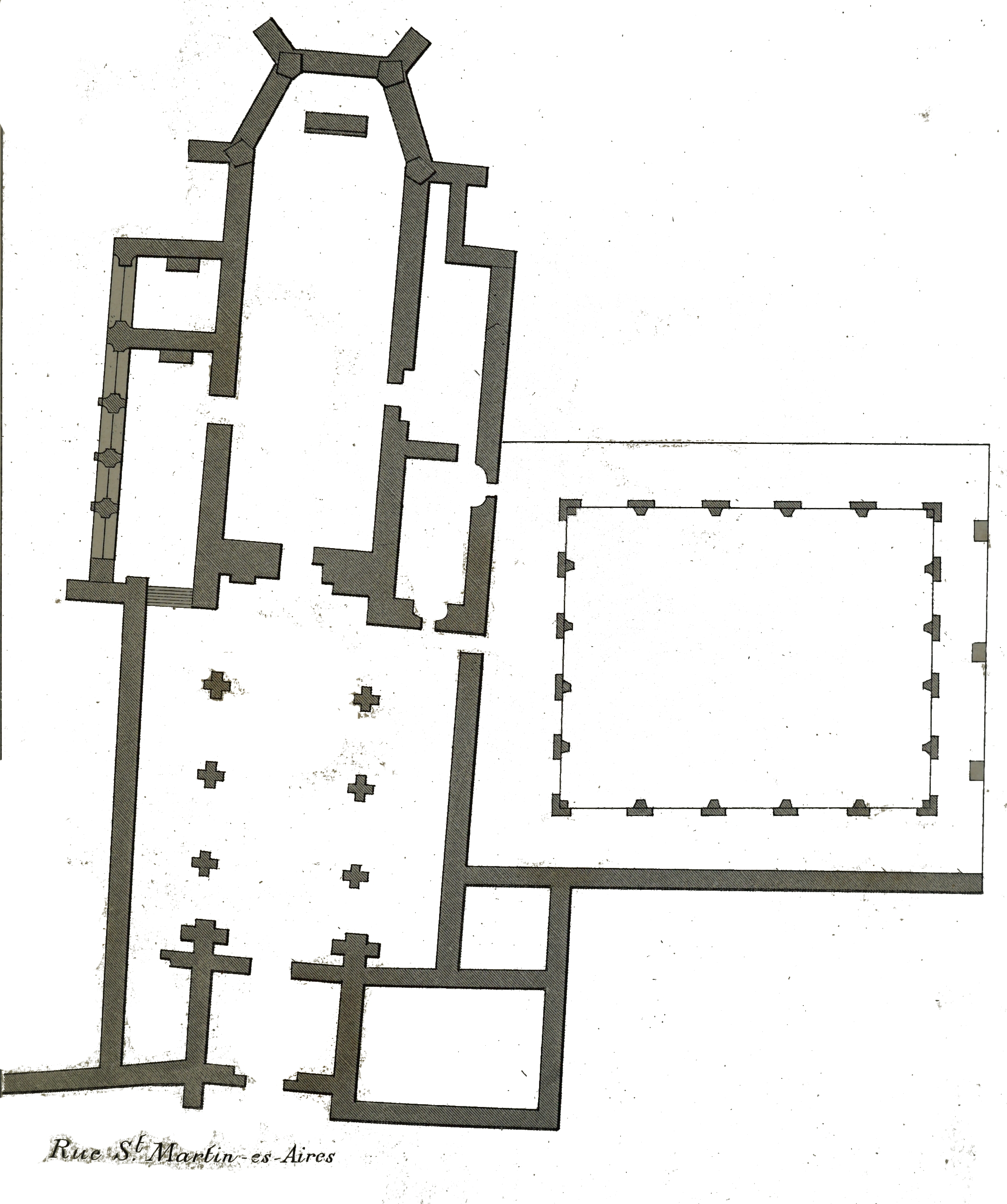
La collégiale et son cloitre.

Elle avait deux clochers, l'un dans la tour et l'autre au milieu de l'édifice, pointu et ayant un toit d'ardoises, le reste étant couvert de tuiles. L'abbatiale faisait 42,5 m de long et 12,5 m de largeur, le portail rue de st-Martin et une porte donnant sur le cloître. Les dalles funéraires du chœur furent transportées en l'église de Villemaur. Le jubé fut détruit en 1760.

### les abbés mythiques

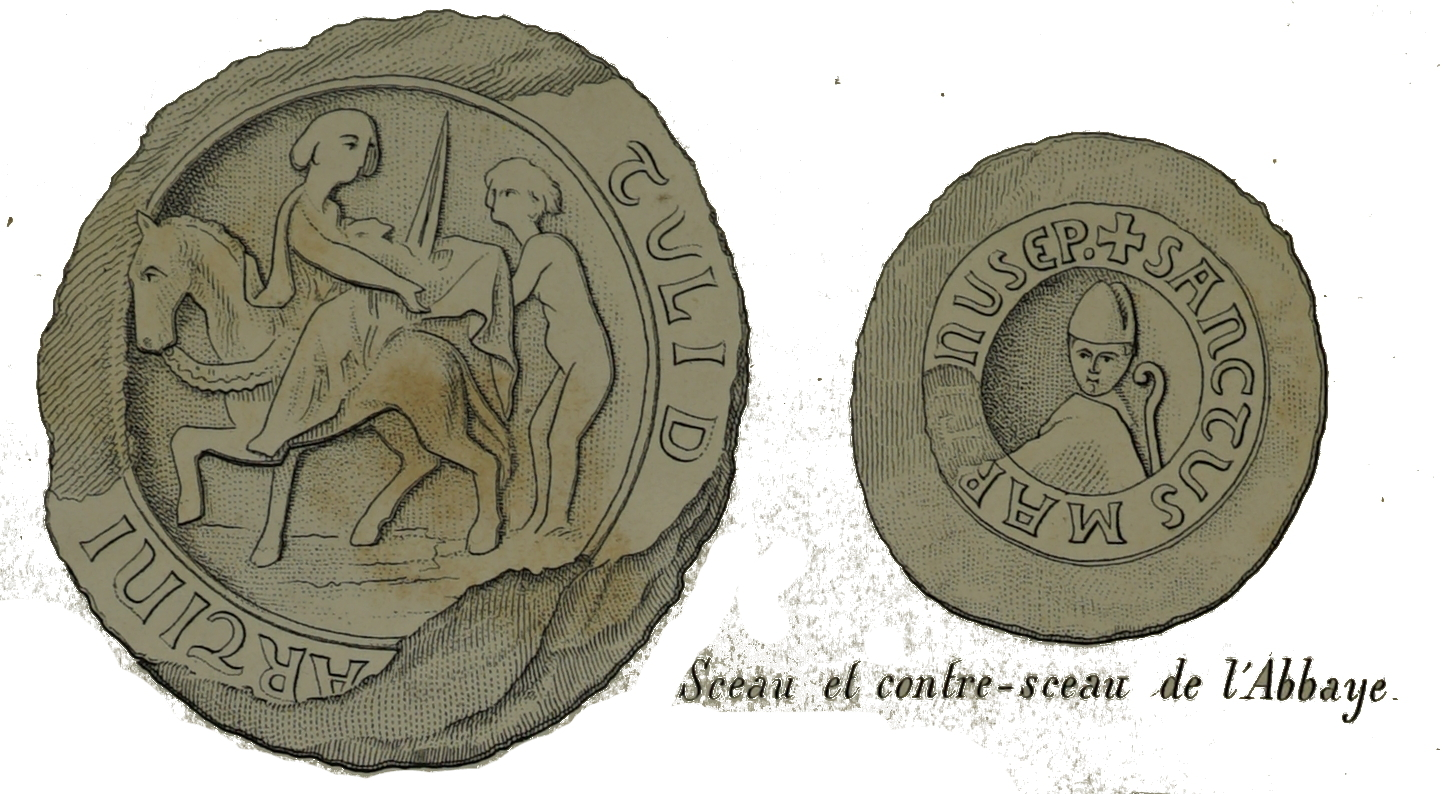
Le sceau et contre sceau de l'abbaye.

- 479 : saint Loup,
- 479 – 525 : saint Caméline,
- ? : Auderic,
- 583 – 620 : saint Winebauld,
- ? : Theudecaire,
- ? : Léon,
- 782 – 804 : Alcuin,
- ? : Adelerin comte et abbé.

### les abbés historiques
- ? - 1160 : Guillaume,
- 1160 – 1171 : Jacques,
- 1172 – 1184 : Vital,
- 1184 : Odon,
- 1200 – 1206 : Lambert,
- 1207 : Pierre,
- 1228 : Jean de Boulages,
- 1233 : Renaud,
- 1238 – 1239 : Jean II,
- ? : Jean de Chantemerle,
- 1246 : Jean de Fleize,
- ? : Hodoyn du Fay,
- 1283 : Jean V,
- 1307 : Raoul,
- 1329 : Jean VI,

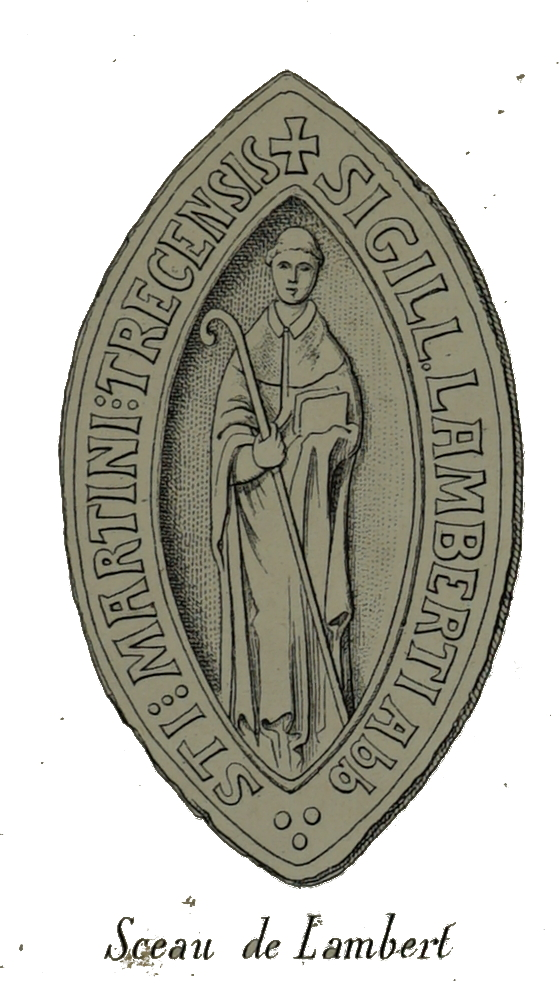
Sceau de Lambert.

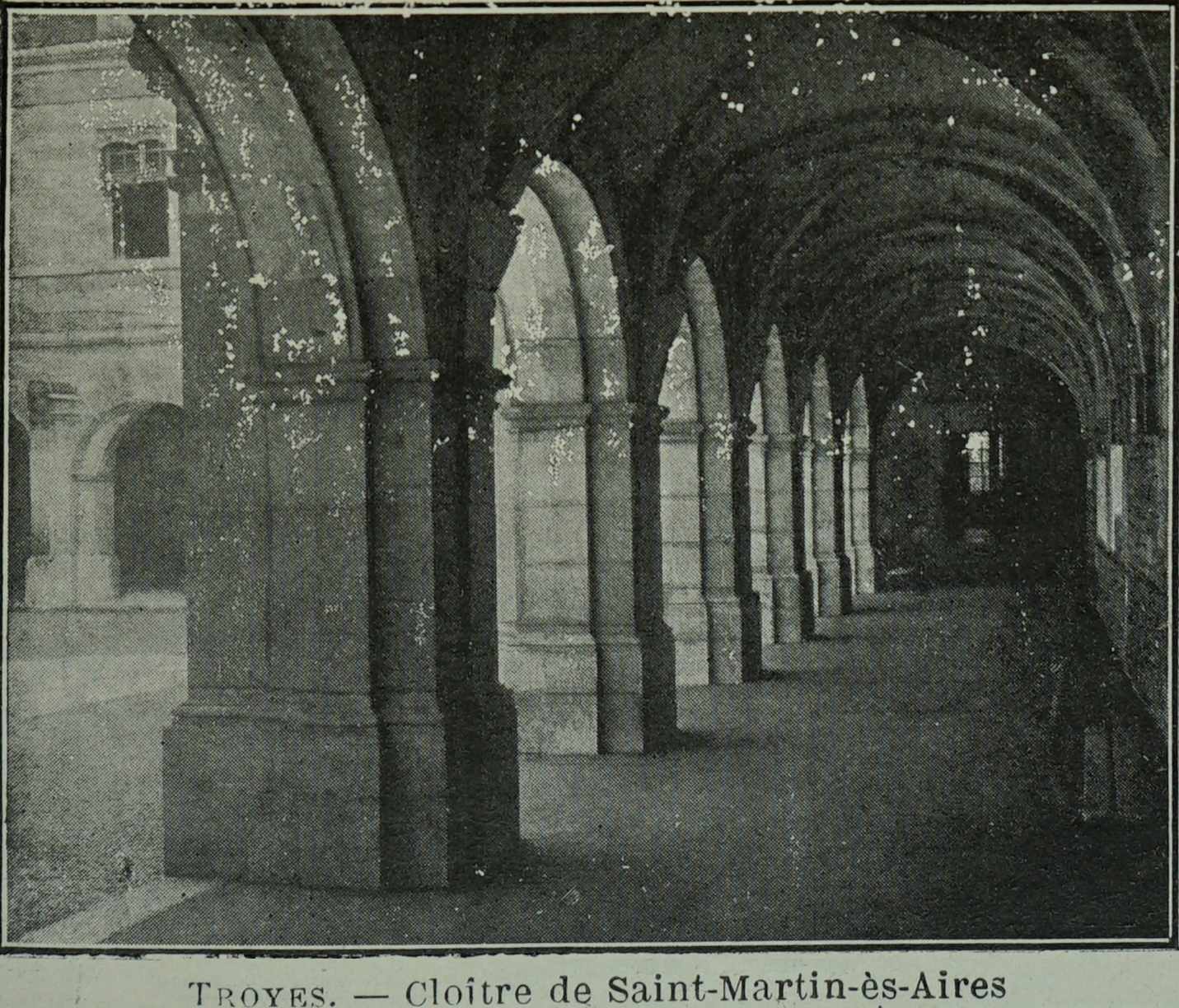
Le cloitre.

- 1359 – 1373 : Pierre de Montmirail,
- 1373 : Richard,
- ? : Jean de Molins,
- 1411 – 1421 : Lambert Haberti,
- 1421 – 1462 : Félix Hardy,
- 1462 : Jean Chevreau,
- 1463 – 1483 : Nicolas le Gros,
- 1483 – 1495 : Jacques de Narbonne,
- 1495 – 1499 : Louis de Melun,
- 1499 – 1516 : Amédée Erard,
- 1516 : Jean de Chamigny,
- 1523 : Michel de Martini.

### les abbés commendataires
- 1534 – 1544 : Odard Hennequin,
- 1544 – 1566 : François Primatice,
- 1566 – 1567 : René d'Amoncourt,
- 1572 – 1575 : Elion d'Amoncourt,
- 1575 – 1581 : Chrétien Adenot,
- 1581 – 1583 : Jean Thévignon,
- 1583 – 1616 : Ferry de Choiseuil

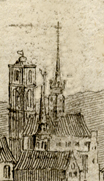
La tour et le clocher central de l'église au XVIIe, au second plan.

- 1616 – 1629 : Ferry II de Choiseuil
- 1626 – 1678 : Gilbert de Choiseuil
- 1678 – 1688 : César de Choiseuil
- 1688 – 1701 : François Malet de Graville de Drubec,
- 1701 – 1732 : Jacques III Lallement,
- 1732 – 1740 : Jacques IV Lallement,
- 1740 : N. Macheco de Premeaux,
- 1741 – 1754 : Dominique de Vincent de Savollian,
- 1754 – 1784 : Michel Couet du Vivier de Lorry,
- 1784 : Paul de Murat,
- 1787 – 1790 : Henri de Chambre d'Hurgons.

## Les bâtiments actuels

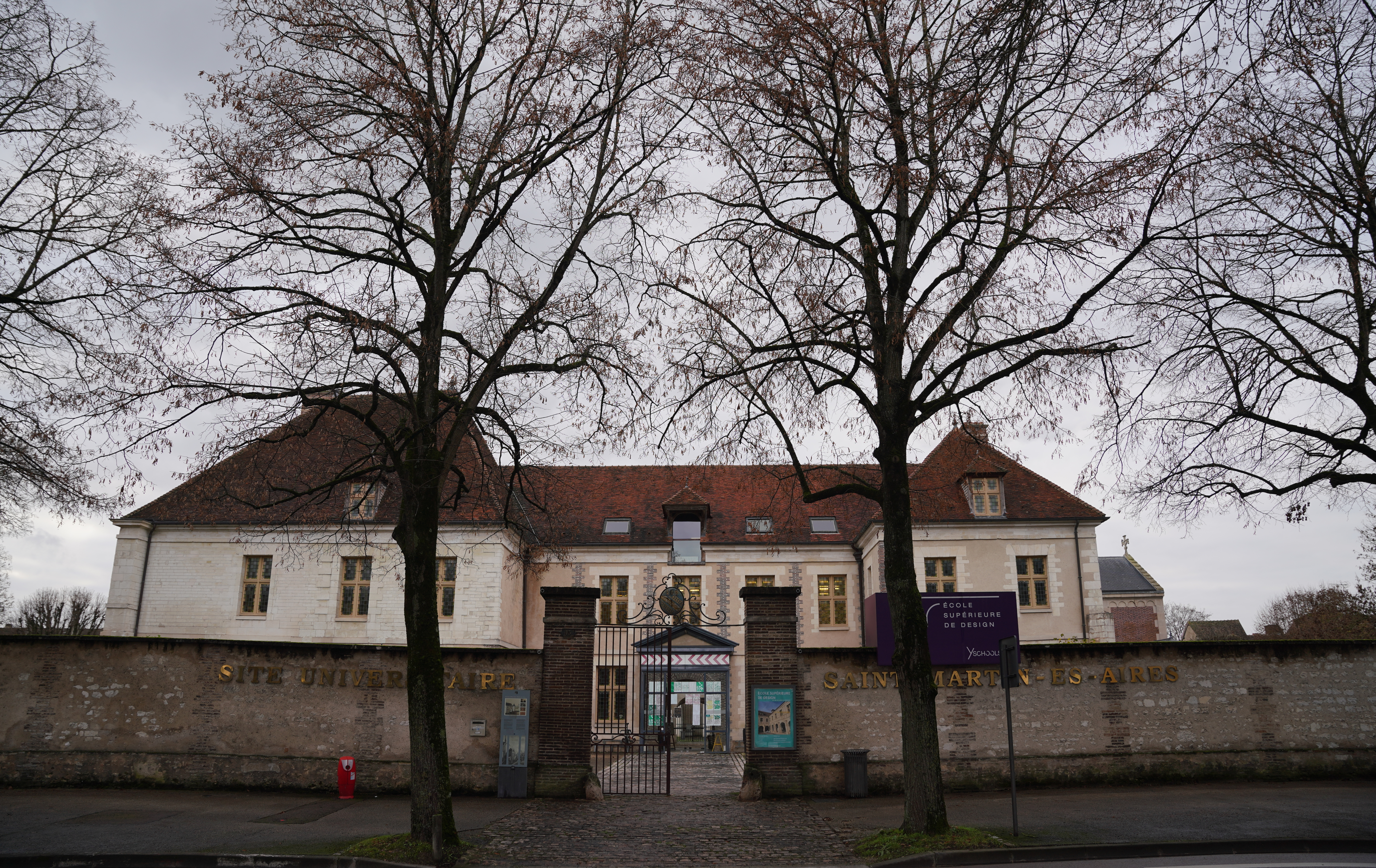
L'entrée de l'institut.

Ainsi, les bâtiments accueillent actuellement l'Institut universitaire des métiers et du patrimoine (IUMP) et l'École Supérieure de Design de Troyes dans des constructions qui datent du XVIIe siècle au XIXe siècle.
Ce bâtiment fait l’objet d’une inscription puis d'un classement au titre des monuments historiques depuis le 13 octobre 1987 puis le 16 octobre 1989 .